# Dicranota martinovskyi
Dicranota (Paradicranota) martinovskyi là một loài ruồi trong họ Pediciidae. Chúng phân bố ở vùng sinh thái Palearctic.